# Albertův kanál
Albertův kanál (nizozemsky Albertkanaal, francouzsky Canal Albert) je kanál nacházející se v severovýchodní Belgii. Je pojmenován po belgickém králi Albertu I. Leží mezi městy Antverpy a Lutych a spojuje řeky Máza a Šelda. Jeho hloubka je 3,4 metru, volná výška 6,7 metru (která je na celém kanálu zvyšována na 9,1 metru). Kanál se táhne v délce 129,5 kilometru.
Mezi Antverpami a Lutychem je výškový rozdíl 56 metrů. Na kanálu se nachází 6 plavebních komor, které jsou zapotřebí k překonání tohoto výškového rozdílu. Pět plavebních komor, mající výškový rozdíl 10 metrů, se nachází v Genku, Diepenbeeku, Hasseltu, Kwaadmechelenu a Olenu. Šestá plavební komora má výškové převýšení 5,45 metru a nachází se ve Wijnegemu.

## Historie
Ještě v roce 1930, kdy se začal kanál kopat, trvala cesta mezi Antverpami a Lutychem 7 dní, po dokončení roku 1939 se tento čas zkrátil na 18 hodin. Poprvé byl kanál použit roku 1940, ale v důsledku 2. světové války se naplno začal využívat až roku 1946.
Během druhé světové války kanál tvořil obrannou linii. Roku 1944 byl však kanál zajištěn kanadskou 2. divizí a přemostěn. Po dokončení kanálu Rýn–Mohan–Dunaj v roce 1992 je možné, aby čluny pluly z Antverp až do Černého moře.

## Parametry
Kanál byl původně projektován pro lodě vážící 2 000 tun a ročním přepravním objemem 15 miliónů tun, ale roku 1969 již roční objem přepraveného nákladu dosahoval 40 miliónů tun. V roce 1997 byly dokončeny práce na rozšíření kanálu a průplav tak byl přizpůsoben i pro lodě s nákladem nad 9 tisíc tun.

## Galerie

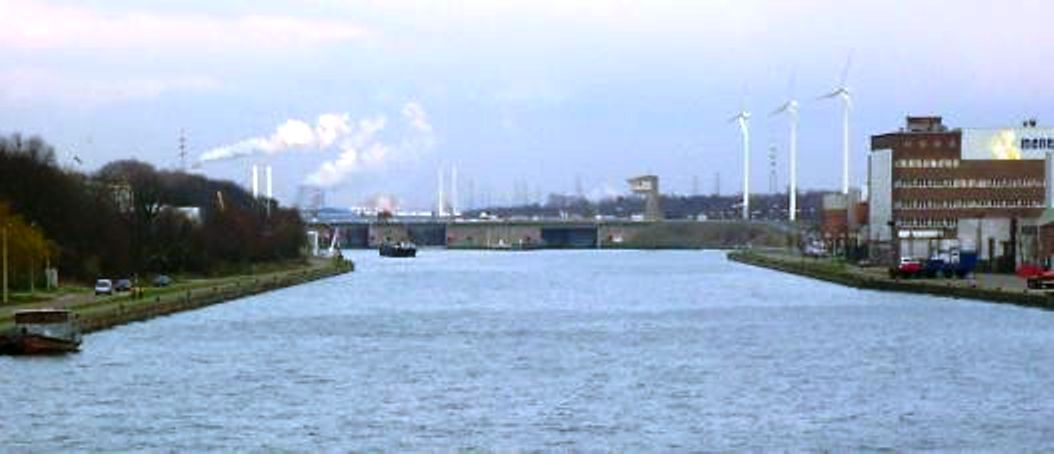
Pohled na Albertův kanál ve městě Hasselt.
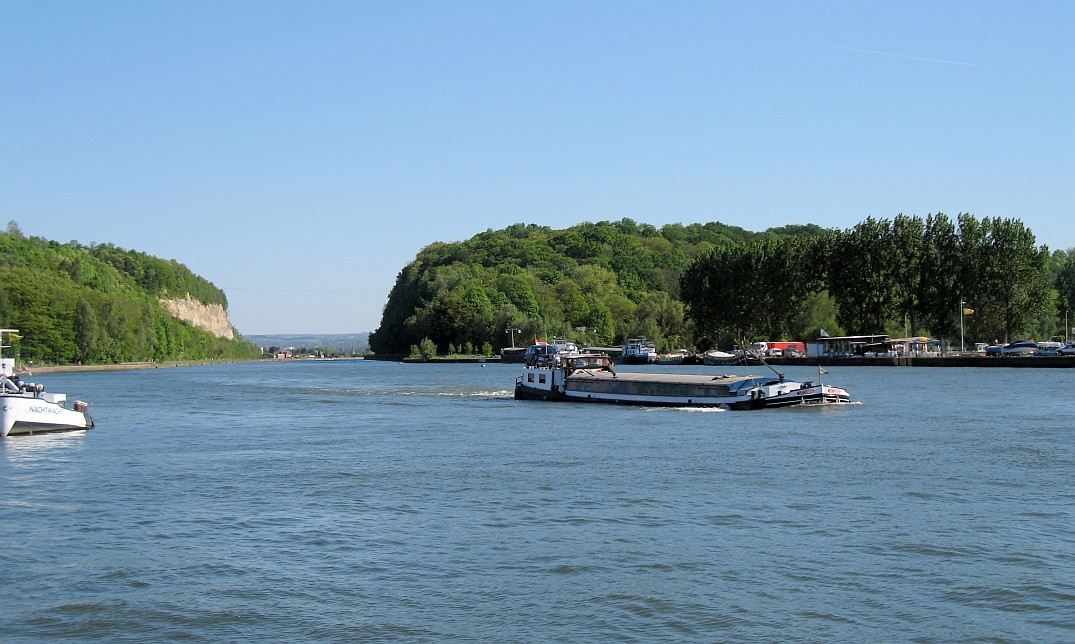
Albertův kanál.
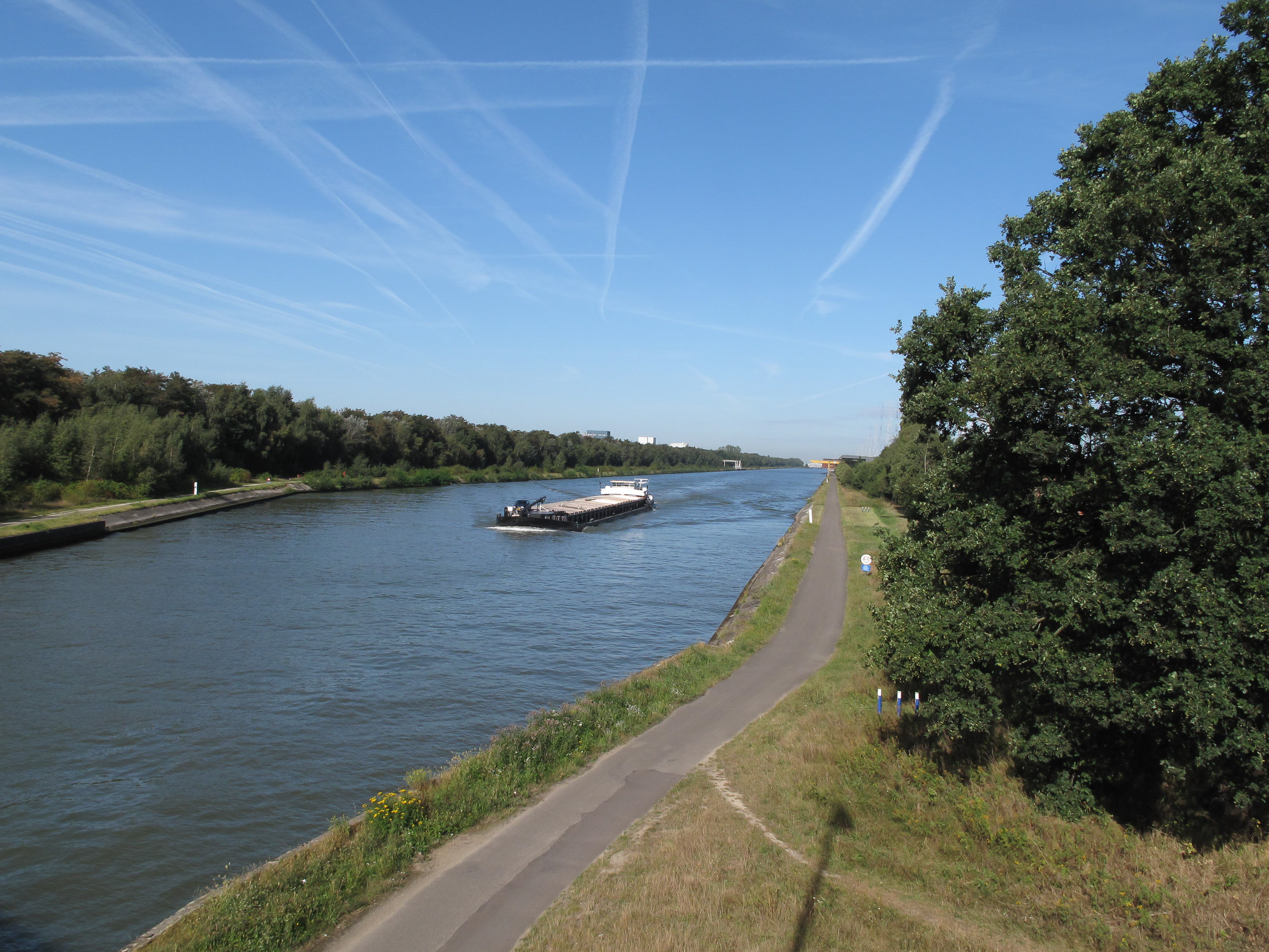
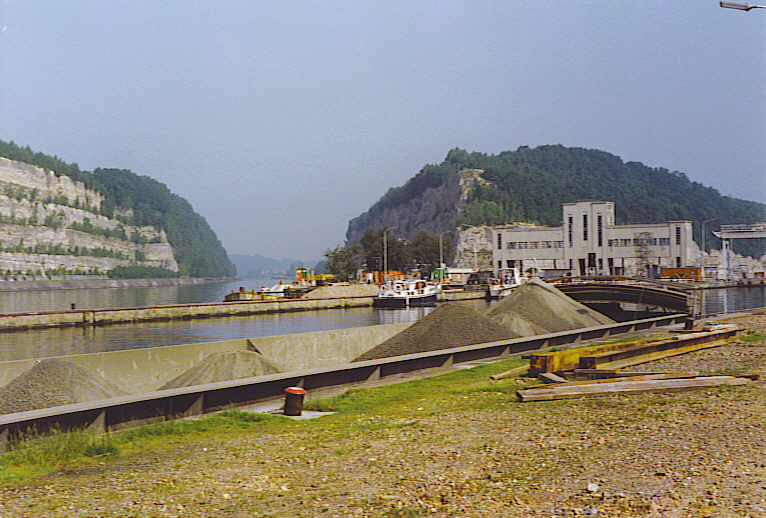
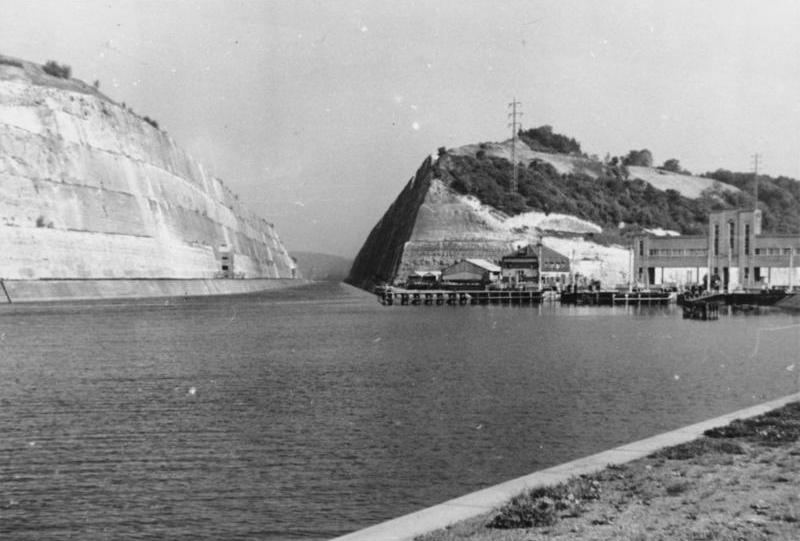
Kanál v roce 1940.